# قانون وکالت
قانون وکالت قانونی است مشتمل بر پنجاه و هشت ماده که توسط مجلس شورای ملی به تصویب رسیده‌است.

## ساختار
این قانون در پنج فصل تدوین شده‌است:
- فصل اول: وکیل و شرایط وکالت (از ماده ۱ تا ماده ۱۶)
- فصل ذوم: تشکیلات وکلاء (از ماده ۱۷ تا ماده ۲۴)
- فصل سوم: حقوق و وظائف (از ماده ۲۵ تا ماده ۴۵)
- فصل چهارم: در تعقیب و مجازات انتظامی وکلاء (از ماده ۴۵ تا ماده ۵۵)
- فصل پنجم: مقررات مختلفه (از ماده ۵۶ تا ماده ۵۸)[۱]